# Estigmene acria
Estigmene acria är en fjärilsart som beskrevs av Fabricius 1793. Estigmene acria ingår i släktet Estigmene och familjen björnspinnare. Inga underarter finns listade i Catalogue of Life.